# Robespierre (métro de Paris)
Pour les articles homonymes, voir Robespierre (homonymie).
Robespierre est une station de la ligne 9 du métro de Paris, située sur la commune de Montreuil.

## Situation
La station est implantée sous la rue de Paris (N 302) à son intersection avec la rue Robespierre. Approximativement orientée selon un axe est-ouest, elle s'intercale entre les stations Porte de Montreuil et Croix de Chavaux.

## Histoire

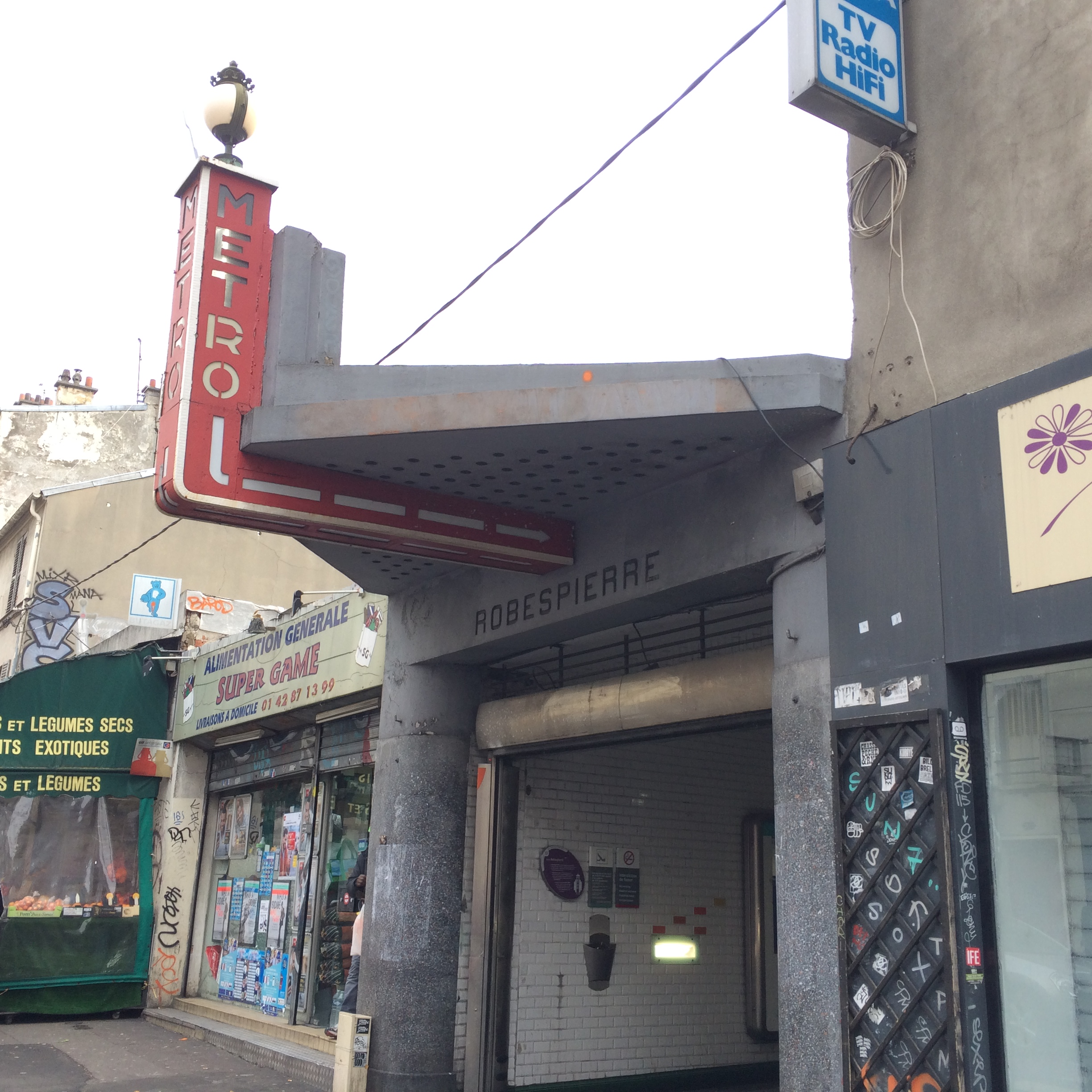
Un des deux accès de la station, dans le style Art déco.

La station est ouverte le 14 octobre 1937 avec la mise en service du dernier prolongement de la ligne 9 depuis Porte de Montreuil jusqu'à Mairie de Montreuil.
Elle doit sa dénomination à sa proximité avec la rue Robespierre, laquelle rend hommage à Maximilien de Robespierre (1758-1794), avocat et homme politique français, qui fut l'une des principales figures de la Révolution française et demeure aussi l'un des personnages les plus controversés de cette période. La mairie de Montreuil, communiste, a donné son nom en 1936 à la station (alors en construction), à l'initiative de Jacques Duclos,,.
Dans le cadre du programme « Renouveau du métro » de la RATP, les couloirs de la station et l'éclairage des quais ont été rénovés dans le courant des années 2000.
En 2019, 4 221 091 voyageurs sont entrés à cette station ce qui la place à la 109e position des stations de métro pour sa fréquentation.
En 2020, avec la crise du Covid-19, 2 281 953 voyageurs sont entrés dans cette station ce qui la place à la 100e position des stations de métro pour sa fréquentation.
En 2021, la fréquentation remonte progressivement, avec 2 986 308 voyageurs qui sont entrés dans cette station ce qui la place à la 109e position des stations de métro pour sa fréquentation.

## Services aux voyageurs

### Accès
La station dispose de deux accès répartis en trois bouches de métro  :
- l'accès 1 « Rue Robespierre » comprenant un édicule de style Art déco établi en alignement avec la façade attenante du no 187 de la rue de Paris (cas rare sur le réseau), ainsi qu'un escalier mécanique montant permettant uniquement la sortie depuis le quai en direction de Mairie de Montreuil, débouchant au droit du no 181 ;
- l'accès 2 « Rue Barbès » consistant également en un édicule dans le style Art déco, s'intercalant entre les nos 152 et 158 de la rue de Paris.

Accès à la station
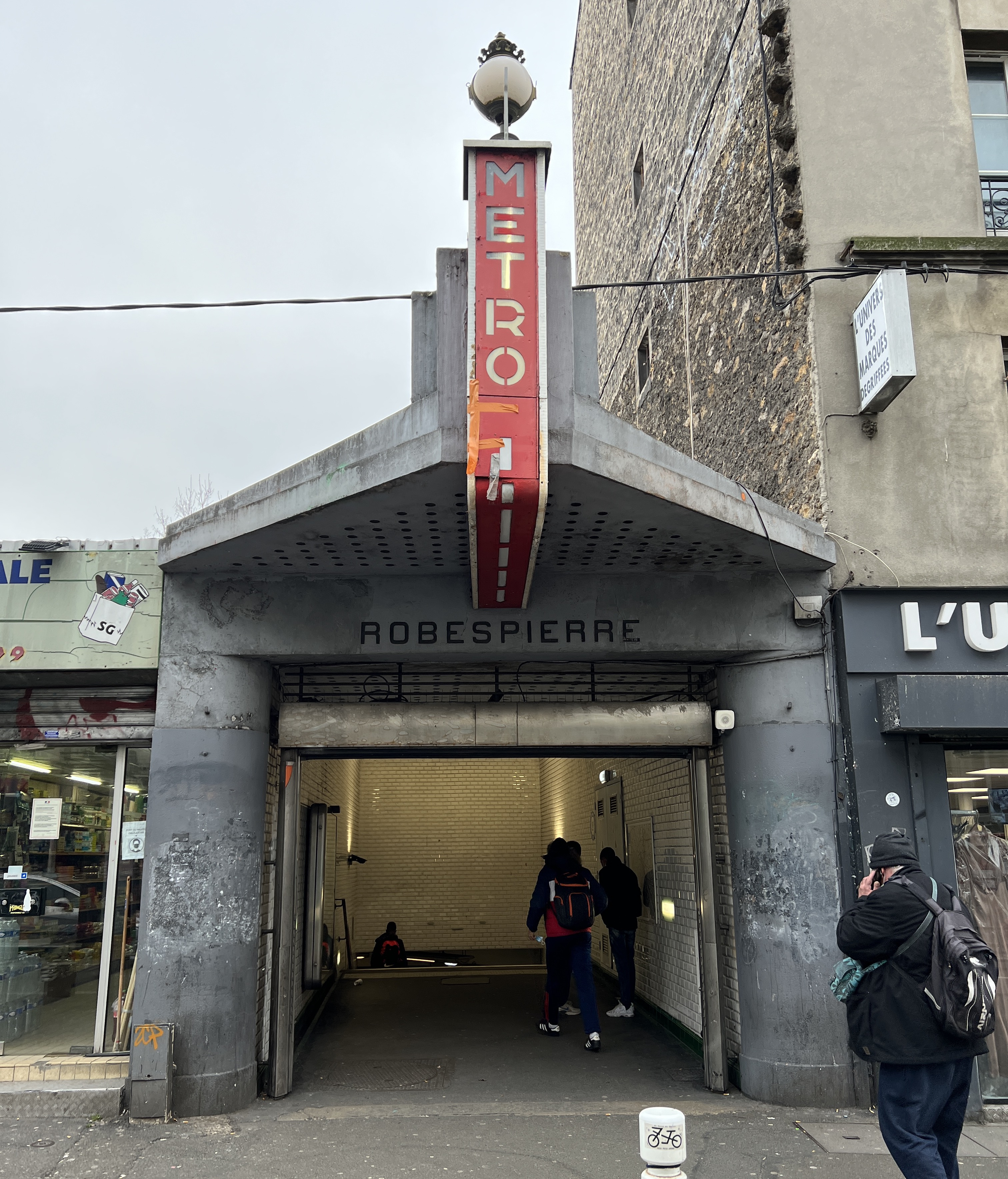
L'accès no 1 « Rue Robespierre ».
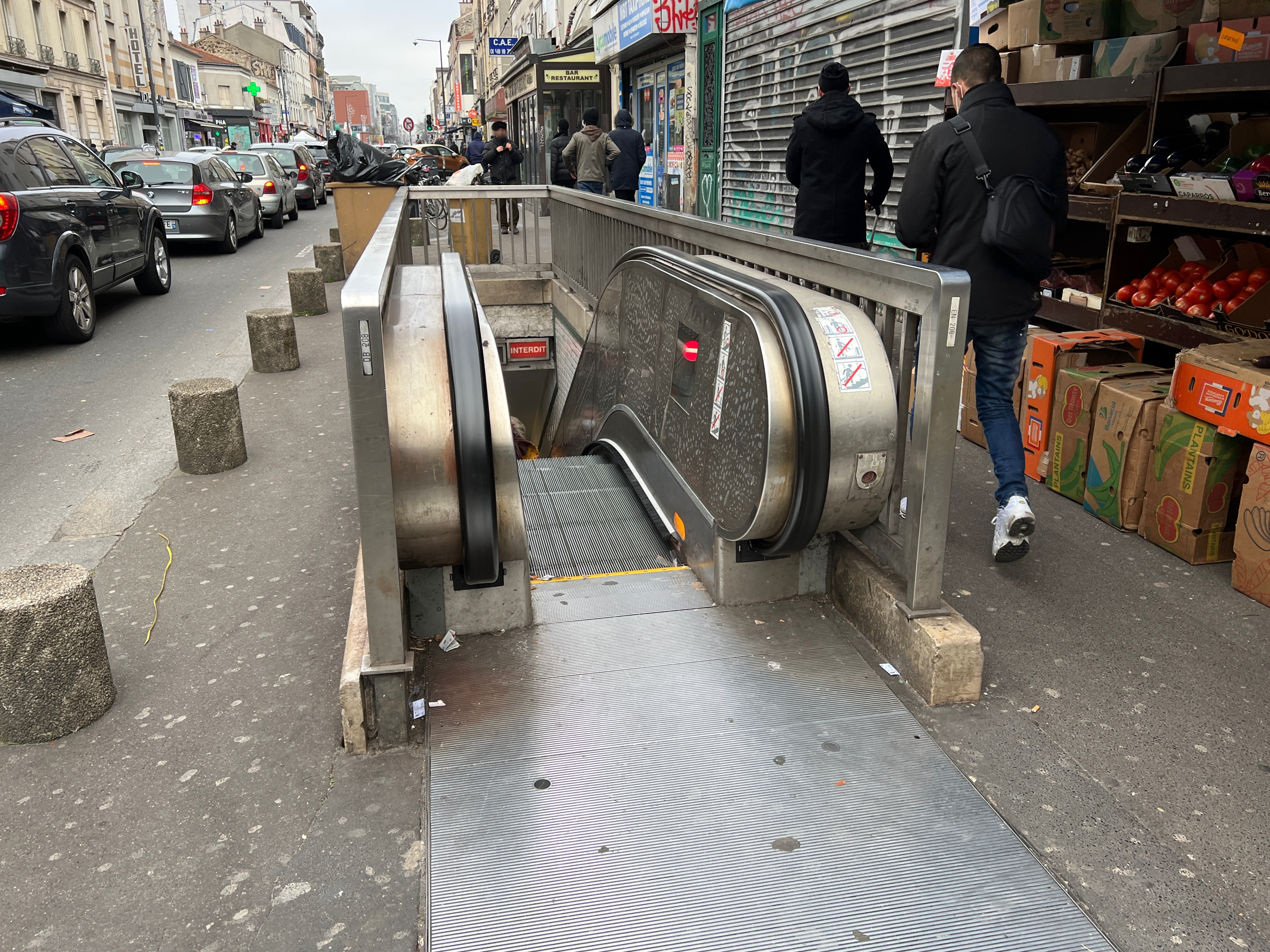
L'escalier mécanique de l'accès no 1.
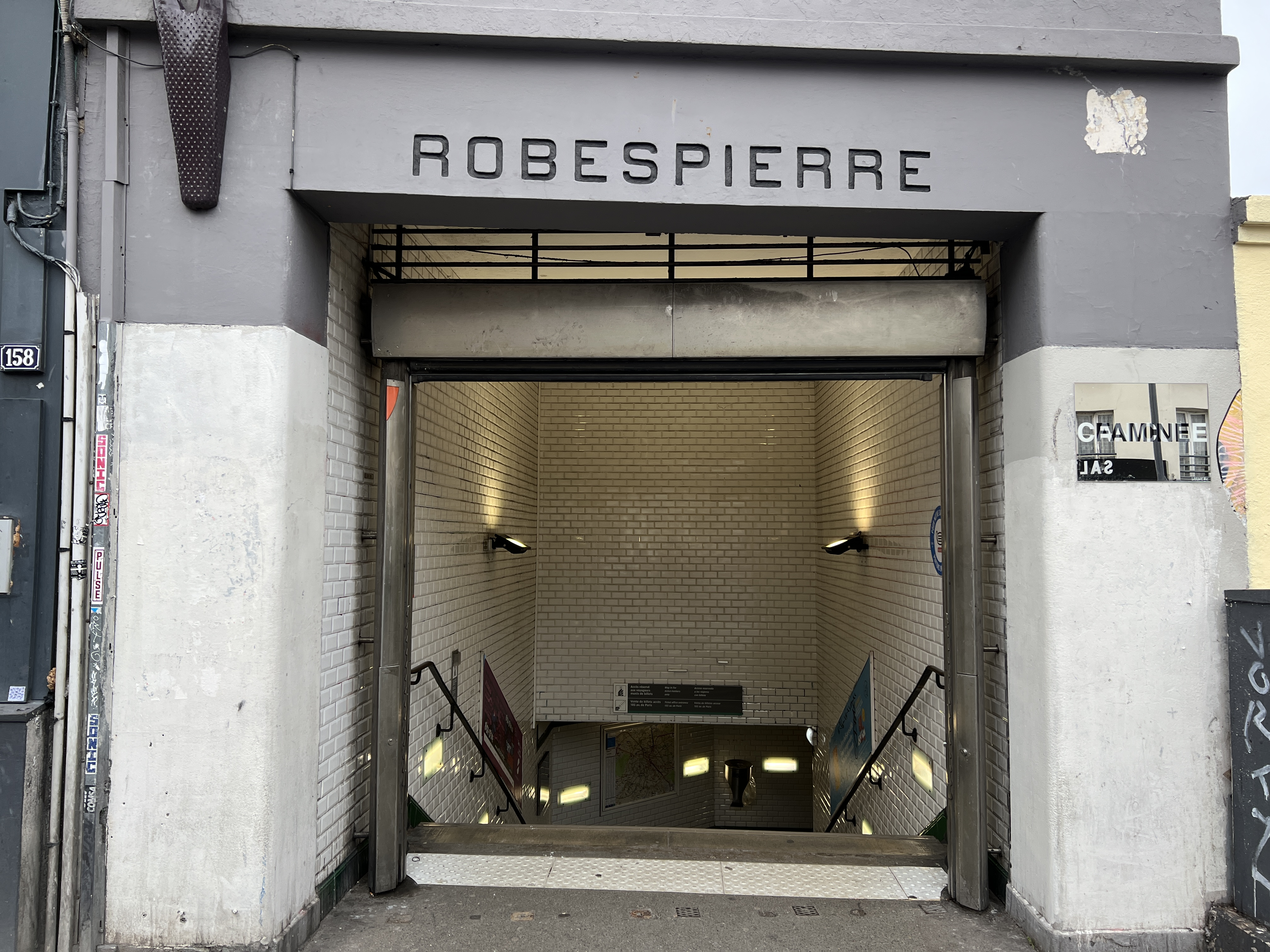
L'accès no 2 « Rue Barbès ».

.

### Quais
Robespierre est une station de configuration standard : elle possède deux quais séparés par les voies du métro et la voûte est elliptique. La décoration est du style utilisé pour la majorité des stations du métro : les bandeaux d'éclairage sont blancs et arrondis dans le style « Gaudin » du renouveau du métro des années 2000, et les carreaux en céramique blancs biseautés recouvrent les pieds-droits, la voûte, les tympans et les débouchés des couloirs. Les cadres publicitaires sont en faïence de couleur miel et le nom de la station est également en faïence dans le style de la CMP d'origine. Les sièges de style « Motte » sont de couleur rouge.

### Intermodalité
La station est desservie par les lignes 202 et 318 du réseau de bus RATP.